# Anêmona-do-mar
As anêmonas-do-mar (português brasileiro) ou anémonas-do-mar (português europeu) ou actínias são um grupo de animais sésseis, predatórios da ordem Actinaria; elas foram nomeadas assim por causa da anêmona, uma flor terrestre. Utiliza seus tentáculos para capturar alimentos. Como cnidários, são intimamente relacionadas aos corais, águas-vivas e hidras.

## Anatomia
A anatomia interna das anêmonas-do-mar é muito simples: são pequenos sacos, presos ao substrato marinho por um pé adesivo, com uma coluna levando a um disco oral, mostrando a forma de pólipos.
A boca é no centro do disco, contornado por tentáculos armados com muitos cnidoblastos, que são células de defesa e também um meio de capturar presas. Cnidoblastos contém cnidae que dão nome ao filo e são uma espécie de "chicotes" também chamados nematocistos, que contêm uma pequena vesícula cheia de toxinas e um sensor; quando o sensor é tocado, ativa o "chicote" que crava na presa e injeta o veneno.
O veneno é uma mistura de toxinas, incluindo neurotoxinas, que servem para paralisar a presa. O veneno é altamente tóxico para peixes e crustáceos, que são a presa natural das anémonas-do-mar. No entanto, o peixe-palhaço é imune ao veneno.
Têm uma cavidade gastrovascular que funciona como um estômago, com apenas um buraco que serve de boca e de ânus, alimentos não digeridos e os resíduos são expelidos pela boca/ânus.
Anémonas têm tamanhos variados: vão de 1 cm a 2 m de diâmetro e podem ter de 10 a centenas de tentáculos.
Anêmonas tendem a ficar no mesmo lugar a vida inteira, a menos que o lugar fique muito difícil de se morar (seca prolongada) ou um predador está a atacando. No caso de ataque elas podem se soltar do substrato e nadar para outros lugares.

## Algumas espécies
Actinodendron arboreum, Actinia equina, Aiptasia mutabilis, Andresia parthenopea, Bartholomea annulata, Condylactis aurantiaca, Condylactis gigantea, Cryptodendrum adhaesivum, Entacmaea quadricolor, Heteractis aurora, Heteractis crispa, Heteractis magnifica, Heteractis malu, Heteractis sebae, Macrodactyla doreensis, Pachycerianthus fimbriatus, Stichodactyla gigantea, Stichodactyla haddoni, Stichodactyla mertensii, Urticina felina, Urticina lofotensis, Urticina piscivora.

## Reprodução
Os órgãos reprodutores das anêmonas são separados e, tanto a reprodução sexuada como a assexuada ocorrem. Na reprodução sexuada o macho libera o esperma que estimula a fêmea a liberar os óvulos e ocorre a fecundação (os óvulos e o esperma são liberados pela boca/ânus). Depois da fecundação, o zigoto se torna uma plânula que, depois de um tempo, se fixa num lugar e forma uma anêmona.
Também há reprodução assexuada: por fissão binária, quando a anêmona se divide em dois; por laceração, quando parte do disco de base se separa em pedaços e cria novas anêmonas e também por gemulação, quando uma nova anêmona cresce da outra.

## Relações biológicas ocorridas com as anêmonas-do-mar

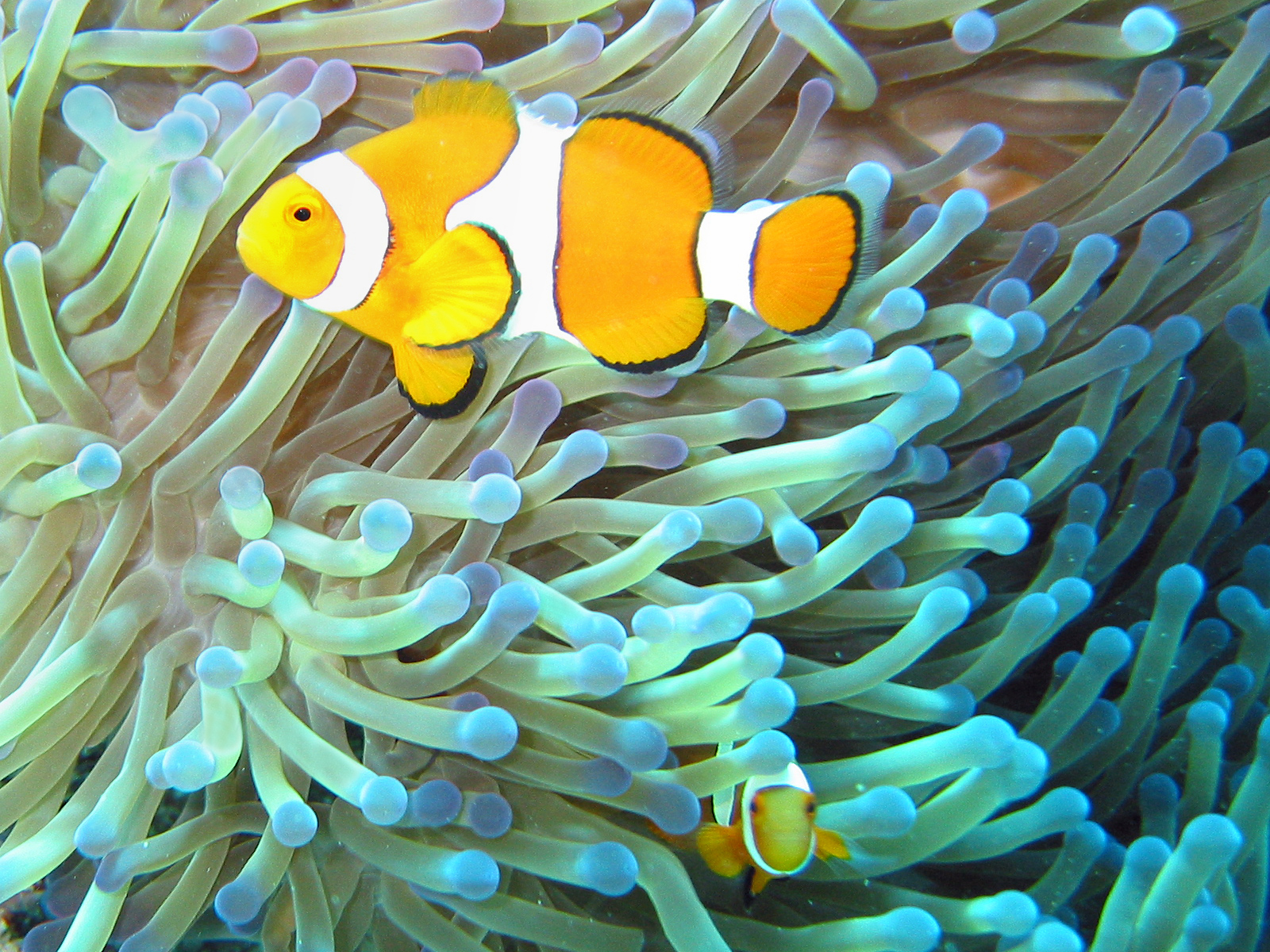
Um Peixe-palhaço em uma anêmona.

As anêmonas-do-mar são participantes em dois tipos de relações biológicas: O Inquilinismo e a Protocooperação.

### Inquilinismo
O peixe-palhaço produz um muco protetor que impede que as “células urticantes”, os nematocistos, penetrem; ao se esfregar lentamente nos tentáculos de uma anêmona, o muco desta passa a combinar-se com o seu; assim a anêmona não o reconhece como uma presa e o peixe se protege de seus predadores. Isto consiste em inquilinismo pois apenas uma das espécies é beneficiada e sem causar prejuízos à outra espécie, tal e como é visto no filme Procurando Nemo, onde o o personagem principal, Nemo, vive.

### Protocooperação
Ao contrário de outros caranguejos, o caranguejo-eremita não possui uma carapaça resistente que recubra seu abdome, por isso ele ocupa conchas abandonadas que geralmente estão juntas às anêmonas-do-mar. Graças aos tentáculos com a presença de células urticantes que as anêmonas possuem, o caranguejo-eremita se protege contra predadores, que podem ser ferir ao entrar em contato com os tentáculos. Pelo outro lado, as anêmonas se aproveitam das sobras de alimento deixadas por ele. Isto consiste em protocooperação pois as duas espécies são beneficiadas embora a união não seja vital.